# 실베스트르 은티반퉁가냐
실베스트르 은티반퉁가냐(프랑스어: Sylvestre Ntibantunganya, 1956년 5월 8일~)는 부룬디의 정치인이다. 그는 1994년 4월 6일부터 1996년 7월 25일까지 부룬디의 대통령이다.

## 어린 시절
실베스트르 은티반퉁가냐는 1956년 5월 8일 기테가주 기슈비에서 태어난 후투족이다. 어렸을 때 그는 사제가 될 생각이었고, 그래서 초등학교를 마친 후 그는 무게라 신학교에 다녔다. 그는 첫 학기를 마치고 대학을 다녔다. 그는 1984년에 역사와 지리학 학사 학위를 받고 졸업했고 교사 자리를 찾았지만 얻을 수 없었다. 1984년 4월부터 1987년 12월까지 그는 부룬디 국립 라디오 텔레비전에서 저널리스트로 일했다.